# Dugme
Puce, putac, dugme (tur. düğme), gumb (mađ. gomb) ili botun (tal. bottone) je predmet, kojim se zakopčava odjeća i drži dva komada tkanine zajedno. Najčešće je od plastike, ali može biti od najrazličitijih materijala.
U arheologiji, puce može biti značajan artefakt. U primijenjenoj umjetnosti i obrtu, može biti primjer narodne umjetnosti ili čak minijaturno umjetničko djelo.
Puce se najčešće koristi kod odjevnih predmeta, ali se također može koristiti kao zatvarač novčanika i torbâ. Međutim, mogu biti i ušiveni na odjeću i slične stvari isključivo kao ukrasi. Puce se šiva iglom i koncem preko rupica.
Neki muzeji i umjetničke galerije drže kulturno, povijesno, politički i/ili umjetnički značajne dugmadi u svojim zbirkama. Mnogi ugledni muzeji imaju zbirku dugmadi. 
Dugmad i slične predmete koristili su u dolini Inda oko 2800. – 2600. pr. Kr., kao i u brončano doba u Kini (oko 2000. – 1500. pr. Kr.), kao i u drevnom Rimu.